# ذكاء الإنسان
الذكاء البشري هو البراعة الفكريّة للبشر، والتي تتميّز بالوظائف المعرفيّة المعقّدة والمستويات العالية من الدوافع والوعي الذاتيّ
بسبب الذكاء البشريّ، يمتلك البشر القدرات المعرفيّة للتعلّم، وصياغة المفاهيم، والفهم، واستعمال المنطق، بما في ذلك القدرة على التّعرف على الأنماط، وفهم الأفكار، والتخطيط، وحلّ المشكلات، واتّخاذ القرارات، والاحتفاظ بالمعلومات، واستخدام اللغة للتواصل.

## الارتباطات
بناءً على عمليات البناء والقياس بواسطة اختبارات الذكاء، يعدّ الذكاء أحد أهم المفاهيم المستخدمة في علم النفس ؛ لأنّه يرتبط بالكثير من المتغيّرات ذات الصّلة.

### التعليم
وفقاً لتقدير عام 2018م حول الآثار التعليميّة على الذكاء، يبدو أنّ التعلّم هو "الأسلوب -الأكثر تناسقاً وقوّة- المعروف من أجل زيادة معدّل الذكاء.

### قصر النظر
أظهرت عدد من الدراسات وجود علاقة بين معدّل الذكاء وقصر النظر. يشير البعض إلى أنّه يوجد سبب بيئي لهذه العلاقة، وهو أنّ الأشخاص الأذكياء أكثر عرضة لتضرّر البصر نتيجة الأوقات الطّويلة التي يقضونها بالقراءة؛ في حين يعتقد آخرون أن السبب هو وراثي.

### الشيخوخة
هناك أدلّة على أنّ الشيخوخة تتسبّب في انخفاض الوظائف المعرفيّة. في إحدى الدراسات، تمّ قياس الانخفاضات في عدد من الوظائف المعرفيّة، وتبيّن أنه يوجد انخفاض بمقدار 0.8 على مقياس الدراسة، حيث تمّت الدراسة على أشخاص بعمر 20 إلى 50 عاماً. وشملت الوظائف المعرفيّة سرعة المعالجة، والذاكرة العاملة، والذاكرة طويلة الأمد.

## نظريات الذكاء البشري
يوجد العديد من النظريّات حول هذا الموضوع، وأهمّ هذه النظريات هي:
- علاقة اختبارات الذكاء.
- نظريّة الذكاءات المتعدّدة.
- النظريّة التثقيفيّة للذكاء.
- نظريّة (PASS) للذكاء.
- نظريّة بياجيه، ونظريّات بياجيه الجديدة.
- نظريّة تكامل بريتو للذكاء.
- نظريّة الاستثمار.
- نظريّة تعويض الذكاء (ICT).
- نظريّة باندورا حول الكفاءة الذاتيّة والإدراك.
- نظريّة «العمليّة، الشخصيّة، الذكاء، الإدراك» (PPIK).
- نظريّة التثبيط الكامن.

## التّحسين
لأن الذكاء يعتمد –على الأقل- بشكل جزئي على بنية الدماغ والجينات التي تسبّب نمو الدماغ، فقد تمّ اقتراح أن الهندسة الوراثيّة يمكن أن تُستخدَم من أجل تعزيز الذّكاء، تُسمّى هذه العمليّة في الخيال العلميّ بـ«الارتقاء البيولوجيّ». أظهرت التجارب على الفئران، قدرة فائقة في التّعلّم واستعمال الذّاكرة في مختلف المهام السلوكيّة
الذكاء يساهم في نجاح عمليّة التعليم ، إلا أنّ التعليم يرفع درجات الذكاء بشكل مستقل ؛ أثبت أحد التحليلات في عام 2017م، أن التّعليم يرفع مستوى الذكاء عند الشخص بمقدار درجة إلى خمس درجات في العام الواحد؛ أو على الأقل يزيد من نقاط اختبارات الذكاء.
تظهر الدراسات أنّ الحمض الدهني أوميغا 3 (Omega 3) يحسّن من الأداء المعرفيّ بين الأشخاص الذين يعانون من العجز الإدراكيّ، ولكن ليس بين الأشخاص الأصحّاء [63] ؛ كما أنّ التمارين الرياضيّة تعزّز الإدراك حول الموضوعات الصحيّة وغير الصحيّة.
مخطّط توزيع الدرجات لعيّنة من 905 أطفال تمّ اختبارهم في اختبار ستانفورد بينيه لعام 1916م. علم تحسين النّسل، هو فلسفة اجتماعيّة تدعو إلى تحسين الصّفات الوراثيّة البشريّة عن طريق مختلف أشكال التدّخل.

## القياس
يعتمد أسلوب فهم الذكاء عند معظم الدّاعمين لهذا الموضوع في الأبحاث المنشورة خلال أطول فترة زمنيّة ممكنة على الاختبار النفسيّ. بل هو أيضاً الأكثر استخداماً على نطاق واسع في البيئات العمليّة.
من أهم اختبارات الذكاء (IQ) اختبار ستانفورد بينيه، ومصفوفات ريفين المتتابعة، ومقياس (Wechsler) لقياس ذكاء الكبار، وتقييم كوفمان للأطفال. كما يوجد اختبارات سايكولوجيّة لا تهدف إلى قياس الذكاء بحدّ ذاته وإنما بعض الموضوعات المرتبطة به مثل الكفاءة الدراسيّة. على سبيل المثال، في الولايات المتحدّة الأمريكيّة يوجد العديد من هذه الاختبارات مثل (SSAT, SAT, ACT, GRE, MCAT, LSAT, GMAT).
بغضّ النّظر عن الطريقة المستخدمة، فإن أي اختبار يتطلّب فحصاً للقدرات العقليّة يجب أنّ يتدرّج على نطاقِ واسعِ، وحسب صعوبة السؤال يتم تحديد الدرجات الملائمة له وتوزيعها بشكل طبيعي، مع الأخذ بعين الاعتبار متوسط ذكاء البشر.

## الذكاء عبر الثقافات
يُعتبر روبرت ستيرنبرغ أحد أهم الباحثين الذين ناقشوا كيف تؤثّر ثقافة المرء على فهمه لاختبارات الذكاء، كما يعتقد أنّ تعريف الذكاء بطريقة واحدة فقط دون الأخذ بعين الاعتبار المعاني المختلفة في السّياقات الثقافيّة قد يسبب نظرة استقصائيّة وسطحيّة حول الأشخاص بدون قصد. ولتجاوز هذا الأمر عمل علماء النّفس على شرح وتقديم تعاريف مختلفة للذكاء، ليشملوا أكبر قدر ممكن من الاختلافات في الثقافات التي قد تسبب اختلافات في فهم تعريف الذكاء، وبالتالي فهم الأشخاص لاختبارات الذكاء.